# Orinokogans
Die Orinokogans (Oressochen jubatus, Syn.: Neochen jubata) ist eine südamerikanische Vogelart aus der Unterfamilie der Halbgänse, die zur Familie der Entenvögel zählt. Zu den Charakteristika der Halbgänse zählt der gänseähnliche Habitus und eine ausgeprägte Hochbeinigkeit. Dieses Merkmal ist bei der Orinokogans besonders auffällig.

Das Verbreitungsgebiet der Orinokogans

## Erscheinungsbild
Die Orinokogans ist ein großer Entenvogel mit einem gänseähnlichen Erscheinungsbild. Charakteristisch ist die aufrechte Körperhaltung, die die Vögel auch dann zeigen, wenn sie auf großen Ästen aufgebaumt sitzen. In ihrem natürlichen Verbreitungsgebiet ist die Orinokogans unverwechselbar, weil es keine andere Vogelart in dieser Größe und mit diesem Habitus gibt.
Die Orinokogans ist zwischen 61 und 66 Zentimetern groß. Die Ganter haben ein Gewicht von etwa 1800 Gramm. Weibchen sind deutlich leichter und wiegen durchschnittlich 1327 Gramm. Kopf, Hals und Vorderbrust sind cremefarben oder beige. Der Vorderteil des Rumpfes ist rostbraun gefärbt, wobei die Färbung des Halses sich auf den Federsäumen fortsetzt und im Bereich der Brust einen Übergang bildet. Auf dem Rücken und an den oberen Rändern der Flanken setzt sich der helle Ton der Halsgegend wieder durch. Die rostbraune Färbung reicht bis zur Hälfte der Beinbefiederung, darunter findet sich wieder ein Streifen in Beige. Das Schultergefieder und die inneren Armdecken sind glänzend grünschwarz, die Handschwingen sind dunkelbraun bis schwarz, ebenso wie der untere Teil des Rumpfes hinter den Beinen und die Steuerfedern. Die Unterschwanzdecken sind wie die inneren Armschwingen weiß. Die langen kräftigen Beine sind dunkelrosa.
Das Ruhe- und das Prachtkleid unterscheiden sich bei dieser Art nicht. Die Orinokogans weist auch keinen ausgeprägten Geschlechtsdimorphismus auf. Weibchen sind lediglich etwas kleiner und ihre Nackenfedern sind weniger lang als beim Männchen. Noch nicht geschlechtsreife Jungvögel ähneln in ihrem Erscheinungsbild den adulten Vögeln. Ihre Körperfärbung ist jedoch weniger stark ausgeprägt und Schnabel und Beine sind weniger farbintensiv.
Das Mauserschema ist bislang für diese Art nicht hinreichend beschrieben. So ist noch unklar, ob diese Halbgänseart ein- oder zweimal im Jahr das Kleingefieder mausert. Wegen der erfolgten Schwingenmauser flugunfähige Orinokogänse werden in Venezuela in der Zeit von März bis Mai beobachtet. Bei kükenführenden Orinokogänsen konnte man bislang jedoch keine Schwingenmauser beobachten. Der auf Entenvögel spezialisierte Ornithologe Hartmut Kolbe vermutet, dass bei adulten Vögeln die Vollmauser erst nach der Brut beginnt. Die Kleingefiedermauser dagegen vor der Brut.
Dunenküken haben eine weiße Grundfärbung. Die Kopfplatte, der hintere Halssaum, die Flügel, der mittlere Rücken sowie ein kleiner Augenstreif, ein Fleck in der Ohrgegend und ein Fleck am Schenkel sind jeweils schwarzbraun. Der Schnabel ist grau und die Füße sind blass fleischfarben.

## Verbreitungsgebiet und Bestand

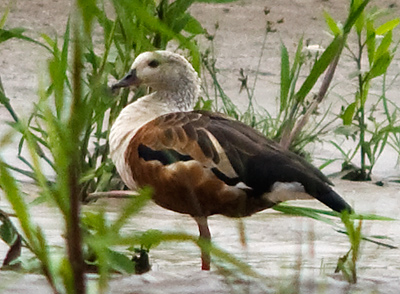
Orinokogans

Das Verbreitungsgebiet der Orinokogans erstreckt sich östlich der Anden von Kolumbien, Venezuela und Guyana nach Süden bis nach Peru, Bolivien, Paraguay, Brasilien und in den Osten von Ecuador. Das Hauptverbreitungsgebiet der Orinokogans ist das Amazonasgebiet und seine Zuflüsse sowie der Orinoco. Als Irrgast ist die Orinokogans auch schon auf Barbados beobachtet worden. Orinokogänse sind Standvögel.
Der Bestand dieser Art wurde von Wetlands International im Jahre 2002 auf 25.000 bis 100.000 Individuen geschätzt. Die Organisation geht davon aus, dass die Populationszahlen rückläufig sind.
Die IUCN stuft diese Art als „potenziell gefährdet“ (near threatened) ein. Das gilt aber nicht für alle Gebiete ihres Verbreitungsgebietes. In Peru gilt diese Art als weitgehend verschwunden. Sie fehlt auch in früheren Verbreitungsgebieten in Kolumbien. In Bolivien, Venezuela und Argentinien gilt der Bestand dagegen als stabil. In einigen dieser Regionen ist die Art sogar häufig. Zu den Ursachen des Bestandsrückgangs zählen Jagddruck und die Vernichtung des tropischen Regenwaldes. Als Höhlenbrüter ist diese Art auf ältere Baumbestände angewiesen, die ausreichend geeignete Baumhöhlen aufweisen.

## Lebensraum und Lebensweise
Der Lebensraum der Orinokogans sind bewaldete Flussufer des Tieflands sowie baumbestandene Inseln. Sie kommt auch in Sumpfgebieten vor, wenn sie einen gewissen Baumbestand aufweisen. Unter allen Halbgänsen zeigt sie die am meisten an Bäume gebundene Lebensweise und ist meistens aufgebaumt zu beobachten. Sie schwimmt – ähnlich wie die im tropischen Neuguinea und Nordaustralien verbreitete Radjahgans derselben Unterfamilie – sehr selten. Zu beobachten sind meistens Paare oder kleine Familienverbände. Sie ernährt sich überwiegend von Pflanzen und Samen sowie Beeren. In geringem Umfang nimmt sie auch die Larven von Wirbellosen sowie Würmer und kleine Schalentiere auf.

## Fortpflanzung
Die Fortpflanzung der Orinokogans ist in freier Wildbahn bislang nur unzureichend untersucht. Die wesentlichen Erkenntnisse stammen von Tieren in Zoohaltung.
Männchen zeigen während der Fortpflanzungszeit ein ausgeprägt aggressives Verhalten. In das Brutrevier eindringende Männchen werden vom Revierbesitzer mit Schnabelbissen und Flügelschlägen vertrieben. Die Eiablage erfolgt im Norden Südamerikas in den Monaten Dezember bis Januar. Das Nest befindet sich überwiegend in Baumhöhlen oder in Erdhöhlen an steilen Flussufern. Eine Brut direkt auf dem Boden kommt vor, ist aber selten. Das Gelege umfasst sechs bis zehn blasse, braune Eier. Das Weibchen brütet allein. Die Angaben über die Brutdauer sind unterschiedlich. Nach einigen Autoren brüten die Orinokogänse 28 bis 30 Tage, nach anderen Untersuchungen dagegen 32 bis 34 Tage. Der Bruterfolg ist grundsätzlich nicht sehr hoch. Bei einer Untersuchung über den Bruterfolg in Baumhöhlen im Vergleich zu künstlichen Nestboxen schlüpften nur aus 8,3 Prozent der Eier in Baumhöhlen Dunenküken. Bei Gelegen in Nistboxen schlüpfte dagegen aus jedem fünften Ei ein Dunenküken. Dies ist im Vergleich zu anderen Entenvögeln eine unterdurchschnittliche Schlupfquote. Allerdings scheint die Sterblichkeitsrate von Jungvögeln geringer zu sein als dies sonst für Entenvögel charakteristisch ist.
Bislang liegen noch keine ausreichenden Daten vor, in welchem Lebensalter Orinokogänse geschlechtsreif werden oder wie die Mortalitätsrate bei ausgewachsenen Orinokogänsen ist.

## Systematik
Die Orinokogans wurde 1838 durch den deutschen Naturforscher Johann Baptist von Spix als Anser jubatus erstmals wissenschaftlich beschrieben. 1918 wurde sie in die neu eingeführte, monotypischen Gattung Neochen gestellt. Eine 2014 veröffentlichte Studie über die Phylogenie der südamerikanischen Halbgänse zeigte, dass die Orinokogans die Schwesterart der Andengans (Neochen jubata) ist, die zur Gattung der Spiegelgänse (Chloephaga) gehörte. Beide Arten mussten damit einer Gattung zugeordnet werden. Die Andengans wurde zeitweise der Gattung Oressochen zugeordnet, die ebenfalls monotypisch war. Diese wurde 1870 eingeführt, und damit vor der Gattung Neochen. Nach der Prioritätsregel der biologischen Nomenklatur wurde Oressochen damit zur Gattungsbezeichnung für die Andengans und für die Orinokogans. Oressochen ist die Schwestergattung von Chloephaga.

## Haltung in Europa
Orinokogänse wurden erstmals 1830 durch den Zoo in London erworben. Die Welterstzucht erfolgte in Großbritannien 1844. Der britische Wildfowl Trust begann ab 1952 mit einem Zuchtprogramm für diese Art. Allerdings blieb sie bis in die 1980er Jahre eine in Zoos nur selten gezeigte Art. Da Orinokogänse kälteempfindliche und stressanfällige Tiere sind, galt (und gilt) ihre Haltung als anspruchsvoll. Brütende Orinokogänse sind aggressiv und müssen in Einzelgehegen gehalten werden. Da die Legeperiode bereits Februar und März beginnt, werden die Orinokogänse in der Regel in temperierbaren Schutzräumen gehalten.

## Belege